# Orange Attackers
Le Orange Attackers (オレンジアタッカーズ) sono state una società pallavolistica femminile giapponese, con sede a Kōbe.

## Storia della società
Le Orange Attackers nascono nel 1982 a Kōbe con il nome di Daiei e sponsorizzato dall'omonima catena di supermarket. Nel 1983 inizia la sua prima stagione di attività, ottenendo subito la promozione nella League, massima serie del campionato giapponese. Nel 1986 si aggiudica il Torneo Kurowashiki, ripetendosi anche nel 1992. Sempre nel 1986 si classifica al secondo posto in campionato, preceduto dalle Hitachi Belle Fille. Nella stagione 1994-95 vince per la prima volta il campionato giapponese, precedendo in classifica il Phoenix Unitika. Tra il 1996 ed il 1999 si aggiudica altre tre volte il Torneo Kurowashiki e nel 1998 vince il suo secondo campionato.
Nella stagione 2000-01, la Hisamitsu Pharmaceutical diventa proprietaria dell'Orange Attakers, rinominandolo per un breve periodo in Hisamitsu Springs Attackers, e fondendolo, nel 2001, appena terminata la stagione, col Tosu Hisamitsu Springs, formando lo Hisamitsu Springs Attackers. I vertici societari entrano a far parte del nuovo club, cessando così l'attività dell'Orange Attakers.

## Palmarès
- Campionato giapponese: 2

1994-95, 1997-98
- Torneo Kurowashiki: 5

1986, 1992, 1996, 1998, 1999

## Denominazioni precedenti
- 1982-1998 Daiei Orange Attackers